# Андрійчук Неоніла В'ячеславівна
Неоніла В'ячеславівна Андрійчук (нар. 3 квітня 1960, Городок) — політична діячка, перший заступник голови Хмельницької обласної ради, депутат районної, обласної та міської рад, міський голова Городоцької (Хмельницька обл.) територіальної громади.

## Життєпис
1981 р. — закінчила Тернопільський фінансово-економічний інститут за спеціальністю «Планування промисловості».
1981—2000 рр. — економіст Городоцького верстатобудівного заводу.
2000—2012 рр. — начальник управління праці та соціального захисту населення Городоцької районної державної адміністрації.
2010 р. — обрана депутатом Городоцької районної ради.
З 2012 року по 2016 р. — Верховна Рада України, помічник-консультант народного депутата України, співзасновник партії обласної громадської організації «За конкретні справи».
2016—2020 — обрана на посаду першого заступника голови Хмельницької обласної ради.
У грудні 2020 року — обрана міським головою Городоцької міської ради.

## Громадська і політична діяльність
- депутат Городоцької районної ради VI скликання (2010—2015);
- помічник-консультант народного депутата України, співзасновник обласної громадської організації «За конкретні справи»;
- депутат Хмельницької обласної ради VII скликання, перший заступник голови обласної ради (2015—2020);
- міський голова Городоцької міської ради (з 2020).

## Відзнаки
- кавалер ордена княгині Ольги III ступеня за вагомий особистий внесок у державне будівництво, розвиток місцевого самоврядування, багаторічну сумлінну працю і високий професіоналізм. Указ Президента України від 7 грудня 2018 року № 415[8]
- за досягнення в галузі місцевого самоврядування та громадську діяльність відзначена золотою статуеткою та Всеукраїнською Премією «Жінка ІІІ Тисячоліття» у категорії «Рейтинг», 2016 р.[9]